# Pohodný

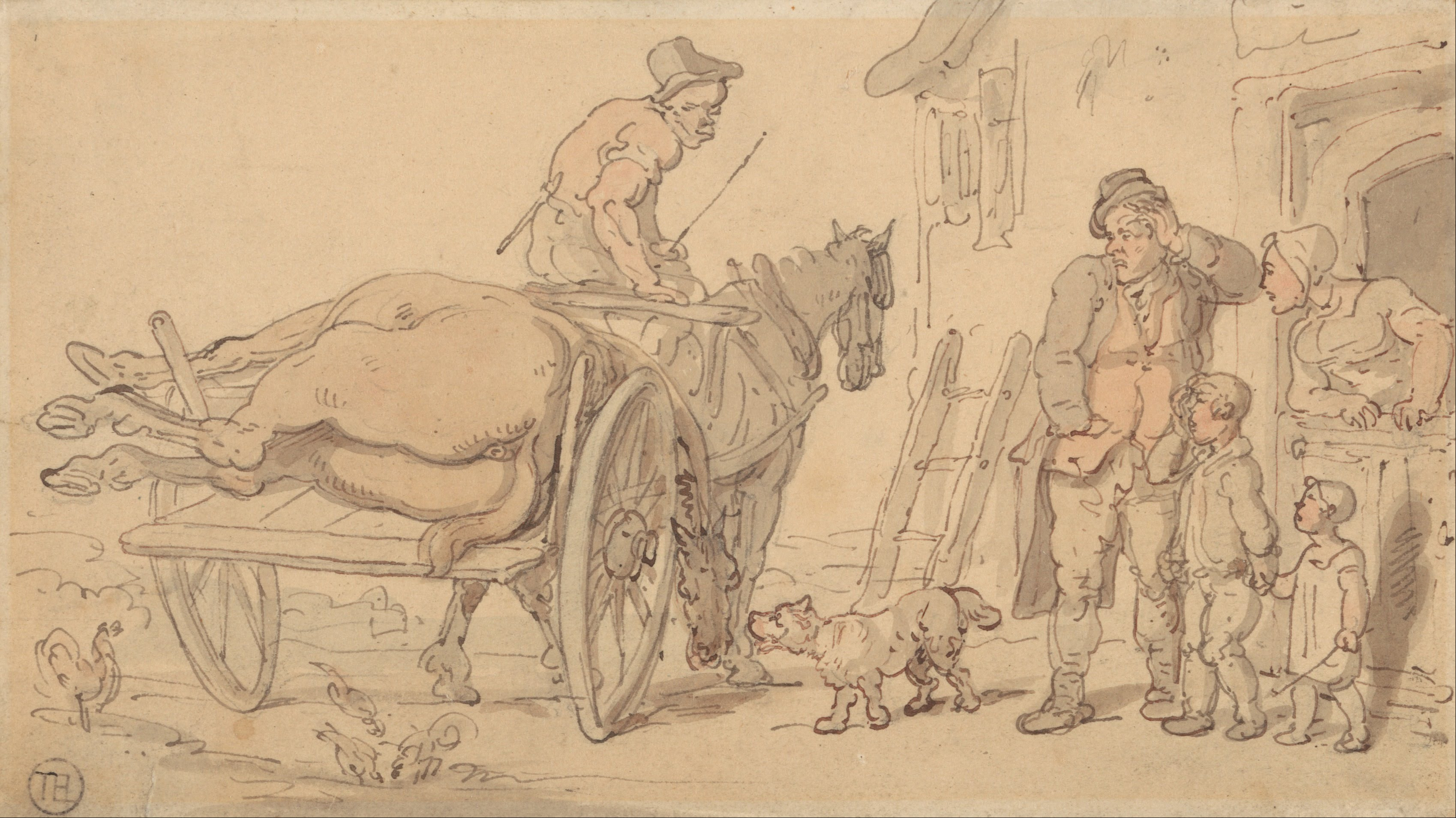
Mrtvý kůň na rasovské káře, nedatovaná kresba Thomase Rowlandsona (1756–1827)

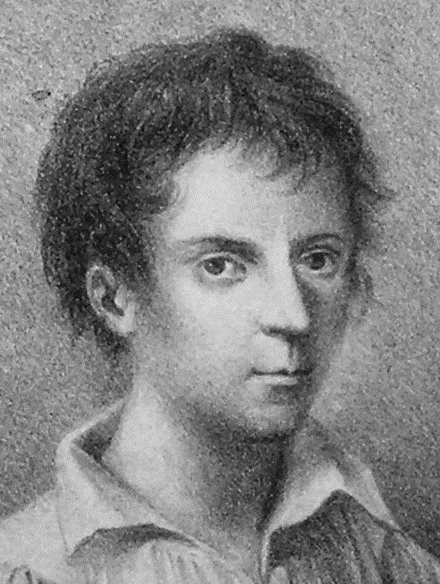
Z rasovského rodu pocházel i lupič a vrah Jan Jiří Grasel

Pohodný neboli antoušek, někdy zvaný též drnomistr či travnímistr (latinsky excoriator, někdy též uváděn jako corpophorus; německy Schinder nebo Abdecker), provozoval již zaniklé řemeslo, respektive zvláštní živnost zvanou „pohodnictví“. Zkráceně se člověku vykonávajícímu toto povolání říkávalo ras, jeho obydlí pak rasovna. 

## Popis
Řemeslo spočívalo v likvidaci uhynulých zvířat, dále v odchytu toulavých zvířat, zde zejména psů a koček a v jejich případném následném zabíjení. V dnešní době tuto činnost provádějí především pověřené orgány veterinární služby, např. veterinární asanační ústavy vybavené kafilerními provozy. Toulavé psy a kočky v dnešní době příležitostně likvidují rovněž členové myslivecké stráže za zákonem stanovených podmínek (toto právo nepřísluší řadovému myslivci).
Antouškové a pohodní byli v minulosti pokládáni za lidi podivné, nečisté či nenormální. Jejich sídla (rasovny) byla zpravidla umístěna na nějakém odlehlém místě daleko za městem (v Praze jedna z rasoven stála kdysi na Kavčích horách v místě dnešního televizního areálu České televize). Jejich někdejší nízké společenské postavení (resp. obecná prestiž) bylo stejné jako tomu bylo např. u městského kata, coby nečistí lidé měli pohodní v kostele přidělenu svoji zvláštní od ostatních lidí oddělenou lavici.
Někteří pohodní či drnomistři také prováděli úklid odpadků a veřejných záchodků, popřípadě byla tato funkce spojena i s funkcí obecního kata.

## Historie
V 17. a 18. století bylo pohodnické řemeslo obvykle dědičné řemeslo, vykonávané svobodnými rody nepodléhajícími nevolnictví. Pro svou nízkou společenskou prestiž si členové těchto rodů vybírali za partnery většinou jen členy své kasty. V Čechách mezi nejpočetnější pohodnické rody patřili: Babůrkové, Bergrové, Bicklerové (Piklové), Ederové, Ernekerové, Firbacherové, Fišerové, Grázlové, Hemerové, Hollerové, Kolingerové, Langmajerové, Neubergové (Najperkové), Nymburských, Plímelové, Schaubové, Špindlerové, Turkové, Ulmanové, Zeberové, Zelingerové, Zvířecí ad.

## Přenesený význam slova
Slovo ras se používá i v přeneseném významu, obvykle tak označujeme člověka, který je tvrdý a bezohledný vůči svému okolí.
Slovo antoušek (vzniklé ze jména populárního pražského pohodného Antona Schecka) se později v argotu používalo i pro policisty („Antoušci se rojej!“).

## Příjmení
Od povolání pohodného, který stahoval (dřel) kůže z uhynulých koní či koz pocházejí známá česká příjmení Kundera, Kozdera či Kozderka. Podobně byla nazvána i sýkora koňadra (z původního „konědra“) pro svou průbojnost až krutost vůči slabším ptákům.